# Білоярська Застава
Білоя́рська Заста́ва (рос. Белоярская Застава) — селище у складі Білоярського міського округу Свердловської області.
Населення — 35 осіб (2010, 122 у 2002).
Національний склад станом на 2002 рік: росіяни — 69 %.